# سنجاب پرنده بزرگ قرمز و سفید
سنجاب پرنده بزرگ قرمز و سفید (نام علمی: Petaurista alborufus) نام یک گونه از طایفه سنجاب پرنده است.